# Copa del Rey de balonmano 2010
La Copa del Rey de balonmano 2010 es la edición XXXV del campeonato estatal de la Copa de S.M. El Rey y se celebró en Antequera (Málaga) entre el 17 y 21 de marzo de 2010. 
Tienen derecho a jugarla los ocho primeros equipos de la Liga Asobal 2009-10 al finalizar la primera vuelta. En el supuesto de que el equipo de la Liga Asobal 2009-10 de la ciudad organizadora no esté dentro de los ocho primeros equipos clasificados al final de la primera vuelta del Campeonato de Liga, participaron en esta competición los siete primeros equipos clasificados al final de la primera vuelta del Campeonato de Liga junto con el equipo de la ciudad organizadora.
El equipo que se gane la competición, tendrá el derecho a participar en la Recopa de Europa de la temporada 2010/2011. Si este equipo ya estuviera clasificado para ella, este derecho corresponderá al subcampeón de la Copa de "S.M. El Rey". Si ambos equipos lo estuvieran, este derecho correspondería al equipo mejor clasificado en la Liga Asobal 2009-10, sin estar clasificado.
Los equipos clasificados fueron: BM Ciudad Real, F. C. Barcelona Borges, Reale Ademar León, Pevafersa Valladolid, CAI Aragón, Reyno de Navarra San Antonio, Naturhouse La Rioja y Antequera 2010.
Este Campeonato se jugó por eliminatoria a partido único, en cuartos de final, semifinal y final. El emparejamiento de los equipos para cuartos de final y semifinales se realizó mediante un sorteo, que tuvo dos cabezas de serie, que fueron los dos primeros equipos clasificados al final de la primera vuelta de la Liga Asobal 2009-10.
No hubo encuentro para determinar el 3º y 4º puesto.
El resultado de la competición fue el siguiente:
|  | Cuartos de final        | Cuartos de final |                         |                       | Semifinales | Semifinales |  |                       | Final       | Final       |  |
|  | 17 y 18 de marzo        | 17 y 18 de marzo |                         |                       | 20 de marzo | 20 de marzo |  |                       | 21 de marzo | 21 de marzo |  |
|  |                         |                  |                         |                       |             |             |  |                       |             |             |  |
|  |                         |                  |                         |                       |             |             |  |                       |             |             |  |
|  | F.C. Barcelona Borges   | 36               |                         |                       |             |             |  |                       |             |             |  |
|  | F.C. Barcelona Borges   | 36               |                         |                       |             |             |  |                       |             |             |  |
|  | Naturhouse La Rioja     | 28               |                         |                       |             |             |  |                       |             |             |  |
|  | Naturhouse La Rioja     | 28               |                         | F.C. Barcelona Borges | 35          |             |  |                       |             |             |  |
|  |                         |                  |                         | F.C. Barcelona Borges | 35          |             |  |                       |             |             |  |
|  |                         |                  | Reyno Navarra S.Antonio | 34                    |             |             |  |                       |             |             |  |
|  | Antequera 2010          | 29               | Reyno Navarra S.Antonio | 34                    |             |             |  |                       |             |             |  |
|  | Antequera 2010          | 29               |                         |                       |             |             |  |                       |             |             |  |
|  | Reyno Navarra S.Antonio | 32               |                         |                       |             |             |  |                       |             |             |  |
|  | Reyno Navarra S.Antonio | 32               |                         |                       |             |             |  | F.C. Barcelona Borges | 38          |             |  |
|  |                         |                  |                         |                       |             |             |  | F.C. Barcelona Borges | 38          |             |  |
|  |                         |                  | Reale Ademar León       | 35                    |             |             |  |                       |             |             |  |
|  | Pevafersa Valladolid    | 26               | Reale Ademar León       | 35                    |             |             |  |                       |             |             |  |
|  | Pevafersa Valladolid    | 26               |                         |                       |             |             |  |                       |             |             |  |
|  | Reale Ademar León       | 28               |                         |                       |             |             |  |                       |             |             |  |
|  | Reale Ademar León       | 28               |                         | Reale Ademar León     | 26          |             |  |                       |             |             |  |
|  |                         |                  |                         | Reale Ademar León     | 26          |             |  |                       |             |             |  |
|  |                         |                  | BM Ciudad Real          | 24                    |             |             |  |                       |             |             |  |
|  | CAI Aragón              | 21               | BM Ciudad Real          | 24                    |             |             |  |                       |             |             |  |
|  | CAI Aragón              | 21               |                         |                       |             |             |  |                       |             |             |  |
|  | BM Ciudad Real          | 23               |                         |                       |             |             |  |                       |             |             |  |
|  | BM Ciudad Real          | 23               |                         |                       |             |             |  |                       |             |             |  |
|  |                         |                  |                         |                       |             |             |  |                       |             |             |  |

| Cataluña                                  |
| Campeón F.C. Barcelona Borges 17.º título |